# Fain-lès-Montbard
 Fain-lès-Montbard  là một xã ở tỉnh Côte-d'Or trong vùng Bourgogne-Franche-Comté, phía đông nước Pháp. Xã Fain-lès-Montbard nằm ở khu vực có độ cao trung bình 225 mét trên mực nước biển.